# Steginoporella crassa
Steginoporella crassa är en mossdjursart som först beskrevs av William Aitcheson Haswell 1881.  Steginoporella crassa ingår i släktet Steginoporella och familjen Steginoporellidae. Inga underarter finns listade i Catalogue of Life.